# Пешкова, Анна Викторовна
А́нна Ви́кторовна Пешко́ва (19 декабря 2002) — российская футболистка, защитница клуба «Крылья Советов».

## Биография
В начале карьеры выступала за молодёжный состав мини-футбольного клуба «Мосполитех» (Москва). В сезоне 2017/18 15-летняя спортсменка стала победительницей и лучшим ассистентом соревнований НМФЛ в Москве.
В 2020 году выступала в большом футболе за «Дончанку» (Новошахтинск), стала серебряным призёром первой лиги России. В 2021 году в составе своего клуба, преобразованного в «Ростов», дебютировала в высшем дивизионе. 17 апреля 2021 года в матче против клуба «Рязань-ВДВ» (1:4) стала автором первого гола ростовского клуба в истории. По итогам сезона 2021 года стала лучшим бомбардиром «Ростова» (6 голов). В 2024 году перешла в самарские «Крылья Советов».
Не выступала за сборные России младших возрастов. В июле 2021 года была вызвана в расширенный состав национальной сборной России.